# Haesselia acuminata
Haesselia acuminata là một loài rêu trong họ Cephaloziaceae. Loài này được Gradst. mô tả khoa học đầu tiên năm 1989.